# Mauricio Manzano
José Mauricio Manzano López (San Salvador; 30 de septiembre de 1943) es un exjugador de fútbol salvadoreño que representó a su país en la Copa Mundial de México 1970.

## Selección nacional
Ha representado a su país en selecciones juveniles y en la selección absoluta en 5 partidos de clasificación para la Copa Mundial de 1970, así como en un encuentro de esa cita mundialista. Se lesionó en la primera mitad del juego contra Bélgica, perdiéndose los otros duelos del grupo como consecuencia.

### Participaciones en Copas del Mundo
| Mundial                        | Sede   | Resultado    |
| ------------------------------ | ------ | ------------ |
| Copa Mundial de Fútbol de 1970 | México | Primera fase |

## Clubes
| Club                       | País        | Año       |
| -------------------------- | ----------- | --------- |
| Universidad de El Salvador | El Salvador | 1962-1967 |
| FAS                        | El Salvador | 1967-1971 |
| Universidad de El Salvador | El Salvador | 1972      |